# Institut d’Optique Graduate School

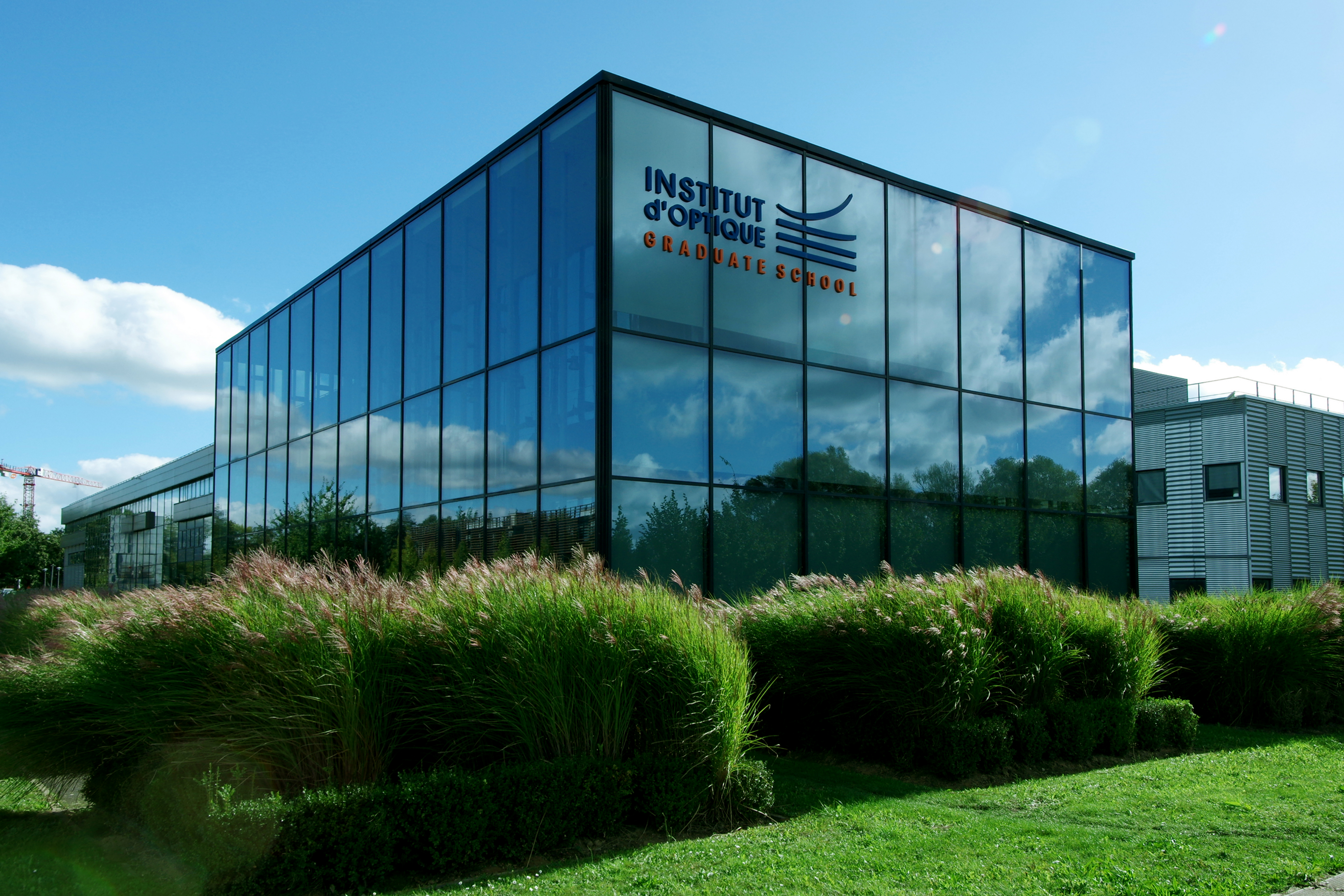
Institut d’Optique Graduate School

Die Institut d’Optique Graduate School (École supérieure d’Optique oder SupOptique) ist eine französische Ingenieurschule in Palaiseau auf dem Campus der Universität Paris-Saclay. Sie ist Mitglied der Conférence des Grandes Ecoles.

## Diplome SupOptique
An der Schule werden ein Master Ingénieur SupOptique, sechs Master in Ingenieurwissenschaft (Forschung) sowie sechs Master in Ingenieurwissenschaft (Berufliche Qualifikation) angeboten. Ebenso gibt es ein Graduiertenkolleg mit der Laufbahn zum PhD (Doktor) sowie einen Mastère spécialisé.

## Forschung und Graduiertenkolleg
Die SupOptique Forschungs- und Kompetenzzentren umfassen die Gebiete Optik, Photonik, Nanotechnologie und Metrologie.

## Persönlichkeiten

### Professoren
Renommierte Professoren, die an der SupOptique lehren, sind Robert Bourgeois (französischer General, Politiker und Geograph), Catherine Bréchignac (französische Physikerin), Philippe Grangier (französischer Physiker, der sich mit Quantenoptik befasst), Pierre Jacquinot (französischer Physiker, der sich mit Spektroskopie und Atomphysik befasste), André Maréchal (französischer Physiker und Spezialist für Optik) sowie Jules Violle (französischer Physiker).

### Absolventen
Zu bekannten Absolventen der Schule gehören Aimé Cotton (französischer Physiker), Maurice Françon (französischer Physiker und Spezialist für Optik), Antoine Émile Henry Labeyrie (französischer Astronom), André Henri Mirau (französischer Wissenschaftler der durch die Erfindung wichtiger optischer Messverfahren bekannt wurde), Aymar de La Baume Pluvinel (französischer Astronom) und Hippolyte Sebert (französischer Ingenieur und Offizier des französischen Heeres).